# Ctenophthalmus fransmiti
Ctenophthalmus fransmiti är en loppart som beskrevs av Suciu 1969. Ctenophthalmus fransmiti ingår i släktet Ctenophthalmus och familjen mullvadsloppor. Inga underarter finns listade i Catalogue of Life.